# Episodi di The Killing (serie televisiva 2007) (prima stagione)
I primi 10 episodi della prima stagione della serie televisiva The Killing (Forbrydelsen) è stata trasmessa in prima visione assoluta in Danimarca da DR1 a partire dal 7 gennaio 2007, i restanti 10 episodi sono stati trasmessi sulla stessa rete a partire dal 23 settembre 2007.
In Italia la stagione è stata trasmessa in prima visione su Rai 4 dal 5 giugno 2012.
| nº | Titolo originale       | Titolo italiano | Prima TV Danimarca | Prima TV Italia |
| -- | ---------------------- | --------------- | ------------------ | --------------- |
| 1  | Monday, November 3     |                 | 7 gennaio 2007     | 5 giugno 2012   |
| 2  | Tuesday, November 4    |                 | 14 gennaio 2007    |                 |
| 3  | Wednesday, November 5  |                 | 21 gennaio 2007    |                 |
| 4  | Thursday, November 6   |                 | 28 gennaio 2007    |                 |
| 5  | Friday, November 7     |                 | 4 febbraio 2007    |                 |
| 6  | Saturday, November 8   |                 | 11 febbraio 2007   |                 |
| 7  | Sunday, November 9     |                 | 18 febbraio 2007   |                 |
| 8  | Monday, November 10    |                 | 25 febbraio 2007   |                 |
| 9  | Tuesday, November 11   |                 | 4 marzo 2007       |                 |
| 10 | Wednesday, November 12 |                 | 11 marzo 2007      |                 |
| 11 | Thursday, November 13  |                 | 23 settembre 2007  |                 |
| 12 | Friday, November 14    |                 | 30 settembre 2007  |                 |
| 13 | Saturday, November 15  |                 | 7 ottobre 2007     |                 |
| 14 | Sunday, November 16    |                 | 14 ottobre 2007    |                 |
| 15 | Monday, November 17    |                 | 21 ottobre 2007    |                 |
| 16 | Tuesday, November 18   |                 | 28 ottobre 2007    |                 |
| 17 | Wednesday, November 19 |                 | 4 novembre 2007    |                 |
| 18 | Thursday, November 20  |                 | 11 novembre 2007   |                 |
| 19 | Friday, November 21    |                 | 18 novembre 2007   |                 |
| 20 | Saturday, November 22  |                 | 25 novembre 2007   |                 |